# Iredalea pygmaea
Iredalea pygmaea is een slakkensoort uit de familie van de Drilliidae. De wetenschappelijke naam van de soort werd in 1860 voor het eerst geldig gepubliceerd door Dunker.